# Samet Bulut (voetballer)
Samet Bulut (Amsterdam, 26 februari 1996) is een Nederlands-Turks voetballer die als aanvaller speelt.

## Carrière
Tot 2015 kwam Bulut uit in de jeugdopleiding van AFC Ajax. In juni 2015 tekende hij een eenjarig contract bij PEC Zwolle. Op 12 maart 2016 debuteerde hij voor de Zwolse club in de uitwedstrijd tegen FC Twente. Na één seizoen werd zijn contract niet verlengd en mocht hij transfervrij vertrekken. Na een jaar zonder club te hebben gezeten, werd hij in augustus 2017 toegevoegd aan de selectie van Jong Almere City FC. In juli 2018 vervolgde hij zijn loopbaan in Turkije bij Konya Anadolu Selçukspor. In januari 2020 ging Bulut naar TOP Oss. In oktober 2020 ging hij voor Sultanbeyli Belediyespor spelen. Medio 2021 ging hij naar Alanya Kestelspor.

### Carrièrestatistieken
| Seizoen                       | Club                | Land            | Competitie      | Competitie | Competitie | Beker | Beker | Internationaal | Internationaal | Overig | Overig | Totaal | Totaal |
| Seizoen                       | Club                | Land            | Competitie      | Wed.       | Dlp.       | Wed.  | Dlp.  | Wed.           | Dlp.           | Wed.   | Dlp.   | Wed.   | Dlp.   |
| ----------------------------- | ------------------- | --------------- | --------------- | ---------- | ---------- | ----- | ----- | -------------- | -------------- | ------ | ------ | ------ | ------ |
| 2015/16                       | PEC Zwolle          | Nederland       | Eredivisie      | 1          | 0          | 0     | 0     | 0              | 0              | 0      | 0      | 1      | 0      |
| 2017/18                       | Almere City FC      | Nederland       | Eerste divisie  | 0          | 0          | 0     | 0     | 0              | 0              | 0      | 0      | 0      | 0      |
| 2017/18                       | Jong Almere City FC | Nederland       | Derde divisie   | 6          | 2          | 0     | 0     | 0              | 0              | 0      | 0      | 6      | 2      |
| Carrière totaal               | Carrière totaal     | Carrière totaal | Carrière totaal | 7          | 2          | 0     | 0     | 0              | 0              | 0      | 0      | 7      | 2      |
| Bijgewerkt tot 4 januari 2018 |                     |                 |                 |            |            |       |       |                |                |        |        |        |        |

## Mishandeling
Op 12 maart 2015 werd Bulut samen met teamgenoten Zakaria El Azzouzi en Aschraf El Mahdioui gearresteerd wegens het mishandelen van een politievrouw in burger. De agente zou er schouderletsel en verschillende bloeduitstortingen aan hebben overgehouden. Ook zou ze aangifte hebben gedaan tegen de drie spelers. Ajax bracht een dag later in een officieel bericht naar buiten dat het de spelers zou hebben geschorst. Later die week zou El Azzouzi nog de enige verdachte zijn in de zaak. Bulut mocht na een maand schorsing weer wedstrijden spelen voor de A1. Als straf moest hij samen met El Azzouzi en El Mahdioui de jeugd van Ajax gaan voorlichten.